# Amours des feintes
Albums de Jane Birkin
Lost Song
(1987) Je suis venue te dire que je m'en vais…
(1992)
Amours des feintes est un album de chansons écrites et composées par Serge Gainsbourg, interprétées par Jane Birkin, sorti en 1990. Il s'agit du dernier album écrit par Serge Gainsbourg pour Jane.
La pochette reprend un portrait à l'encre de Jane Birkin, dessiné par Gainsbourg lui-même, qui revient pour l'occasion à sa vocation première de peintre. L'histoire dit que la plume s'est brisée, maculant le dessin de quelques taches qui ont été gardées.
Trois clips sont réalisés pour accompagner la promotion de l'album. Le premier, pour « Amours des feintes », est réalisé par Serge Gainsbourg. Jane Birkin y erre dans un couloir en spirale tapissé de reproductions de l'infante peinte par Diego Vélasquez. Le second est réalisé par Patrice Chéreau sur « Et quand bien même » : entièrement en noir et blanc, il repose principalement sur le jeu d'actrice de la chanteuse. Jane Birkin réalise elle-même le dernier clip, pour « Love fifteen », sur un béguin pour une adolescente, autour d'un court de tennis.

## Liste des titres
| No  | Titre                            | Durée |
| --- | -------------------------------- | ----- |
| 1.  | Et quand bien même               |       |
| 2.  | Des Ils et des Elles             |       |
| 3.  | Litanie en Lituanie              |       |
| 4.  | L'impression du déjà vu          |       |
| 5.  | Asphalte                         |       |
| 6.  | Tombée des nues                  |       |
| 7.  | Un amour peut en cacher un autre |       |
| 8.  | 32 Fahrenheit                    |       |
| 9.  | Love Fifteen                     |       |
| 10. | Amours des feintes               |       |

## Musiciens
- Guitare et arrangements : Alan Parker
- Basse : Andy Pask
- Batterie : Barry Morgan
- Claviers : Graham Todd
- Percussions : Frank Ricotti
- Chœurs : Bob Saker et Tony Burrows
- Produit par Philippe Lerichomme

Dessin : Serge Gainsbourg - Graphisme : Pearl Cholley et Philippe Huart